# Parobé
Parobé ist eine Stadt mit 57.660 Einwohnern (Stand: 2018) im Bundesstaat Rio Grande do Sul im Süden Brasiliens. Sie liegt etwa 80 km nordöstlich von Porto Alegre. Benachbart sind die Orte Igrejinha, Taquara, Araricá und Nova Hartz. Ursprünglich war Parobé Teil der Munizipien Sapiranga und Taquara.